# Johanneskirche (Bern)

Johanneskirche 1908

Die Johanneskirche ist ein  Kirchengebäude der Reformierten Kirche an der Breitenrainstrasse 26 im Breitenrainquartier in Bern.

## Geschichte
Ende des 19. Jahrhunderts erfuhr die Stadt Bern einen grösseren Einwohnerzuwachs. Für die Gläubigen waren die bis dahin vorhandenen Kirchengebäude – das Münster, die Nydegg- und die Heiliggeistkirche sowie die Französische Kirche nicht mehr ausreichend, so dass sich 1872 ein Kirchenbauverein gegründet hatte, der den Kauf eines Grundstücks an der Lorrainestrasse anstrebte und Spenden für den Bau einer weiteren Kirche sammelte. Die neue Gottesdienststätte sollte wegen ihrer Lage zunächst Lorrainekirche heißen. Als ausreichend Geld vorhanden war, erhielten die Karlsruher Architekten Curjel & Moser den Auftrag für einen konkreten Entwurf eines Gotteshauses.
Als Bauplatz erwarb der Kirchenbauverein schliesslich ein anderes Grundstück an der Ecke Breitenrainstrasse/Wylerstrasse. Die ersten Baupläne mussten nun noch einmal überarbeitet werden. Die Bauleitung übernahm der Berner Architekten Rudolf Ischer. Das Kirchengebäude war bei seiner Einweihung im Jahr 1893 der erste Berner Kirchenbau ausserhalb der Altstadt.
Die genannten Baumeister Karl Moser und Robert Curjel schufen auch die 1902/1903 errichtete Berner Pauluskirche.
In späteren Jahren wurde ein halbrunder Chor angebaut mit grossen farbigen Fenstern. In diesem Raum steht der Taufstein.
1918 bis 1935 wirkte Karl von Greyerz als Pfarrer an der Johanneskirche.
Von 1962 bis 2002 war hier Hans Eugen Frischknecht Organist und Chorleiter.
Dem Kirchengebäude ist auch ein Gemeindehaus zugeordnet, das im kleinen Saal mit zwei Glasbildern von Walter Loosli geschmückt ist und über eine Emmentaler Hausorgel verfügt.

## Beschreibung
Die Kirche im neogotischen Stil besteht aus einem einschiffigen Langhaus mit polygonal abgeschlossenen Querarmen mit einer Grundfläche von 170 m² und je 45 m². Sie bietet Platz für 216 (Hauptschiff) und je 50 Personen (Querschiff). Einen Chorraum hatte sie zunächst nicht. Das Gebäude wird mit einem steilen Satteldach in Ziegeldeckung abgeschlossen. Bis auf den in die südwestliche Ecke außen eingefügten Glockenturm handelte es sich um einen symmetrisch ausgelegten Bau. Weil die Kirche auf einem Hügel entstand, bildet der Turm einen besonderen architektonischen Höhepunkt. Markant ist der Giebel aus behauenen Bruchsteinen und das Portal mit darüber angeordneter und gefasster Fensterrose. Zum Portal führen einige Stufen hinauf.
Die drei Chorfenster entstanden zwischen 1958 und 1961 nach Entwürfen des Zürcher Glaskünstlers Max Hunziker, sie zeigen Geschichten und Bilder aus dem Neuen Testament wie das Abendmahl Jesu und aus der Hebräischen Bibel. Die Entwürfe umfassten 51 Malereien und Zeichnungen, die aus Anlass des 100. Geburtstages von Hunziker im Herbst 2001 im Kirchgemeindehaus Johannes ausgestellt waren.
Eine dreigeteilte Empore nimmt die Orgel auf und enthält 20 Plätze, auf den Seitenemporen finden je 30 Kirchenbesucher Platz. Die heutige Orgel wurde 1954 durch Orgelbau Goll, Luzern, mit 38 Registern auf drei Manualen und Pedal erbaut. Das Werk löste eine Gollorgel aus dem Jahr 1893 ab, welche 1917 und 1927 erweitert wurde. In der Kirche befindet sich seit 2012 eine Truhenorgel der Firma Ahrend (Leer).